# Distretto di Butiama
Il distretto di Butiama  è una città e un distretto della Tanzania situato nella regione di Mara. Conta una popolazione di 241 732 abitanti (censimento 2012).
Elenco delle circoscrizioni:
- Bisumwa
- Buhemba
- Bukabwa
- Buruma
- Busegwe
- Buswahili
- Butiama
- Butuguri
- Bwiregi
- Etaro
- Kukirango
- Kyanyari
- Masaba
- Mirwa
- Muriaza
- Nyakatende
- Nyamimange
- Nyankanga
- Nyegina
- Sirorisimba